# Warme dichte Materie

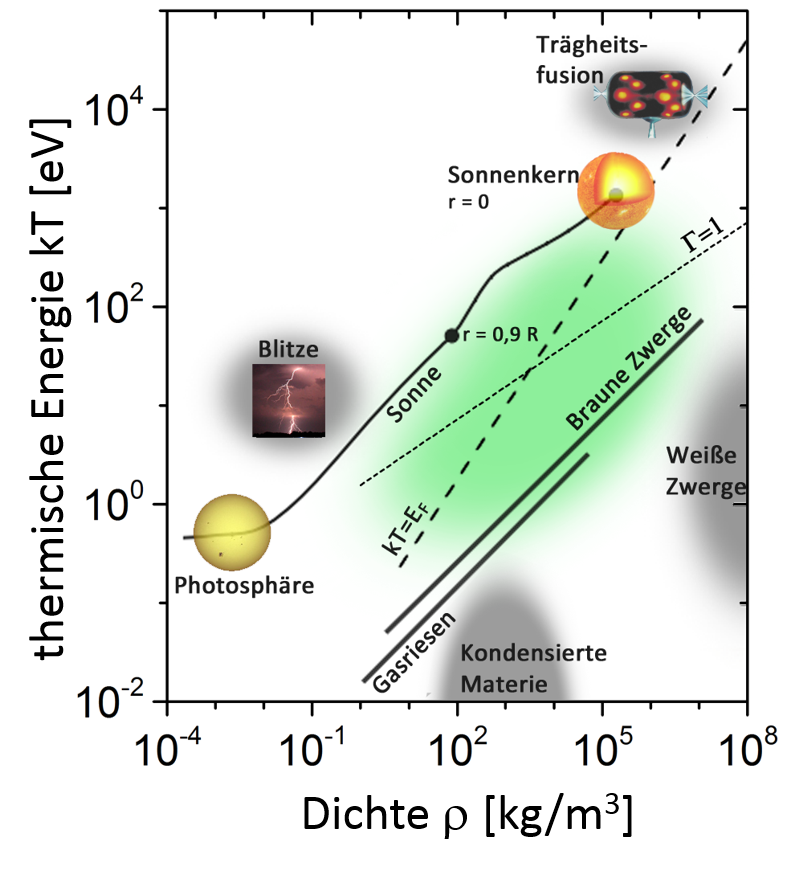
Ungefähre Lage der warmen dichten Materie im thermische-Energie-Dichte-Diagramm (grüne Fläche)

Der Begriff warme dichte Materie (WDM), engl. warm dense matter, umfasst Materiezustände, die sich im Phasendiagramm im Gebiet zwischen heißen Plasmen und kondensierter Materie befinden. Der Begriff wurde für jenen Bereich geprägt, in dem die Dichte für Modelle der Plasmaphysik zu hoch und die Energiedichte bereits so hoch ist, dass Modelle für kondensierte Materie ungenau sind.

## Eigenschaften
Der Bereich der warmen dichten Materie zeichnet sich dadurch aus, dass es sich um ein Plasma handelt, bei dem Quanten- und starke Korrelationseffekte herrschen. Daher ist dieser Bereich im Phasendiagramm dort zu finden, wo die thermische Energie in Bereich der Fermi-Energie liegt und die kinetische Energie vergleichbar dem Coulombpotential ist (also Entartungsparameter θ ≈ 1 und Kopplungsparameter Γ ≈ 1).
Die Abgrenzung gegenüber anderen Materiezuständen ist nicht exakt definiert. Oft wird ein Temperaturbereich von 5.000 K bis 100.000 K angegeben, wobei Drücke im Megabar-Bereich auftreten. 
Aber auch bei wesentlich höheren Temperaturen bis hin zu mehreren Millionen Kelvin wird noch von warmer dichter Materie gesprochen.

## Vorkommen und Erzeugung
Warme dichte Materie existiert in der Natur im Inneren massiver Himmelskörper, wie Sternen und großen Planeten, in denen entsprechend hohe Drücke und Temperaturen vorhergesagt werden.
Da diese extremen Bedingungen auf der Erdoberfläche nicht vorkommen, liegt warme dichte Materie hier nicht natürlich vor und kann nicht stabil, d. h. über einen längeren Zeitraum, existieren. Um dennoch Untersuchungen durchführen zu können, werden dynamische Methoden eingesetzt, bei denen für sehr kurze Zeiträume entsprechende Zustände erschaffen werden.
Warme dichte Materie entsteht bei der Wechselwirkung von starker Laserstrahlung oder eines Ionenstrahls mit kondensierter Materie. Dabei kommt es auf jeden Fall zu einer Aufheizung und im Allgemeinen zu einer Expansion, d. h. die Dichte nimmt ab. Durch einen bestimmten Aufbau des Targets kann aber auch eine Kompression erreicht werden.
Weiterhin können Gase und Flüssigkeiten mit Hilfe von Stoßwellen komprimiert werden, wobei es auch zu einer Erhitzung kommt. Ist die Stoßwelle hierbei stark genug, so entsteht warme dichte Materie. Oft werden für diese Experimente Leichtgaskanonen verwendet.

## Bedeutung
In der Grundlagenforschung ist warme dichte Materie besonders bei der Modellierung des inneren Aufbaus von Gasplaneten wie Jupiter oder Saturn von Interesse.
Technische Anwendungen sind vor allem die Trägheitsfusion und die Entwicklung von Kernwaffen, bei deren Detonation besonders in den ersten Augenblicken nach der Zündung warme dichte Materie vorherrscht.
Experimentell kann warme dichte Materie mit der Streuung intensiver kurzwelliger Strahlung, wie sie etwa am FLASH in Hamburg erzeugt wird, untersucht werden.